# Gérard Richier
Pour les articles homonymes, voir Richier.
Gérard Richier, né à Saint-Mihiel (Meuse) en 1534 et mort en 1600, est un sculpteur sur pierre de la Renaissance française. 

## Biographie
Fils de Ligier Richier, Gérard Richier s'inscrit dans une dynastie d'artistes perpétuée par ses fils Jean-Joseph et Jacob. Il aurait également été le maître de Nicolas Cordier avant 1592.